# Idaea omoscotia
Idaea omoscotia là một loài bướm đêm trong họ Geometridae.